# 福井智紀
福井 智紀（ふくい ともき、Tomoki Fukui）は、日本の空手道指導者。糸東流 修交会 空手道連合 6段 教士 師範。糸東流修交会空手道連合最高師範 中島照平の直弟子
- （公財）全日本空手道連盟 公認5段
- （公財）日本体育協会 上級空手道指導員
- （公財）日本体育協会 日本スポーツ少年団 認定育成員